# James Williamson (cyclisme)
Pour les articles homonymes, voir James Williamson et Williamson.
James Williamson (né le 27 mars 1989) est un coureur cycliste néo-zélandais, membre de l'équipe MitoQ-NZ Cycling Project.

## Palmarès
- 2005
  - 2e du championnat de Nouvelle-Zélande du contre-la-montre cadets
- 2006
  - 2e du championnat de Nouvelle-Zélande sur route juniors
  - 3e de la Gore to Invercargill Classic
- 2007
  -  Champion de Nouvelle-Zélande de vitesse par équipes juniors[n 1]
- 2008
  - 3e de Le Race
- 2009
  -  Champion de Nouvelle-Zélande sur route espoirs
  - Prologue des Benchmark Homes Series (contre-la-montre par équipes)
- 2010
  - 4e étape des Benchmark Homes Series
  - 3e étape du Tour of the Murray River
  - 2e du championnat de Nouvelle-Zélande sur route espoirs
- 2011
  - 1re étape du Tour de Wellington
  - 4e étape du Tour de Vineyards
  - 2e du championnat de Nouvelle-Zélande sur route espoirs
  - 3e du Tour de Wellington
- 2012
  - 5e étape des Benchmark Homes Series
  - 2e du championnat de Nouvelle-Zélande sur route
- 2013
  - 3e étape de la Totnes-Vire Stage Race
- 2015
  - 4e étape du Tour de Lakes
- 2019
  - 3e étape des Calder Cycling Stewart Series
  - 3e de l'Intelligentsia Cup

## Classements mondiaux
| Année                                 | 2008 | 2009 | 2010 | 2011 | 2012 | 2013 | 2014 | 2015 | 2016 | 2017 | 2018 | 2019 | 2020  | 2021 | 2022 | 2023  |
| ------------------------------------- | ---- | ---- | ---- | ---- | ---- | ---- | ---- | ---- | ---- | ---- | ---- | ---- | ----- | ---- | ---- | ----- |
| Classement mondial                    |      |      |      |      |      |      |      |      | nc   | nc   | nc   | nc   | 1826e | nc   | nc   | 2722e |
| UCI America Tour                      | nc   | nc   | nc   | 126e | nc   | nc   | nc   | nc   | nc   | nc   | nc   |      |       |      |      |       |
| UCI Oceania Tour                      | 46e  | 31e  | 45e  | 7e   | 15e  | nc   | 28e  | nc   | nc   | nc   | nc   | nc   | 91e   | nc   | nc   | nc    |
|                                       |      |      |      |      |      |      |      |      |      |      |      |      |       |      |      |       |
| Légende : nc = non classéSource : UCI |      |      |      |      |      |      |      |      |      |      |      |      |       |      |      |       |